# Джеймс Рут
Джеймс «Джим» Рут (англ. James Root, повне ім'я Джеймс Дональд Рут, англ. James Donald Root; нар. 2 жовтня 1971, Лас-Вегас, штат Невада) — американський музикант, гітарист американського гурту Slipknot і колишній учасник Stone Sour. Так само відомий за своїм номером — # 4.

## Життя і кар'єра
У дитинстві Джеймс зростав майже не бачачи своїх батьків, бо ті працювали 24 години на добу. Джеймс дуже часто був удома один. У нього не було прикладів для наслідування крім його друзів.
Свою першу гітару отримав від матері в 13 років.
Першою групою, в якій почав грав Джеймс була Atomic Opera.
Пізніше, Джеймс пішов з Atomic Opera, щоб приєднатися в 1995 році до Stone Sour. Але в 1997 році вокаліст Stone Sour, Корі Тейлор вирішив покинути групу і стати новим вокалістом Slipknot. Після цього група вирішила не шукати йому заміну і розпалася.
Після розвалу Stone Sour Джеймс приєднався до групи Deadfront. У групі були Шон Економакі і Денні Спейн, Аррон Пелтц і Макс Хадсон. Група випустила альбом  Nemesis.
Джеймс грав у Deadfront аж до кінця 1998 року, до того моменту коли гітарист Slipknot, Джош Брейнард вирішив покинути групу. На його місце встав Джеймс. Він прийшов у групу, коли та вже закінчувала запис свого дебютного альбому і Рут встиг записатися тільки на одній пісні — Purity. Джеймс був останнім учасником, який приєднався до Slipknot, після цього склад групи не змінювався.
Група швидко стала відома і встигла випустити декілька альбомів. Але до 2003 року Slipknot були на межі розпаду і Джеймс разом з Корі Тейлором вирішили відновити Stone Sour. Цей проект виявився успішним. Тираж дебютного альбому Stone Sour досяг півмільйона, група також як і Slipknot номінувалася на Греммі.
У червні 2012 року Джеймс звернувся до лікарні, де лікарі встановили, що декілька тижнів тому у нього лопнув апендикс і це може загрожувати його життю.

### Приватне життя
З 2004 року Джеймс зустрічався з Крістіною Саббією, але у 2017 році співачка оголосила про розрив стосунків на своїй Facebook сторінці.

## Маска
Оскільки Джеймс прийшов у групу в 1998 році, то не мав відношення до альбому Mate.Feed.Kill.Repeat. На першому альбомі він носив звичайний чорний мішок зі шкіри, з прорізами для очей і рота, як і минулий гітарист групи, Джош Брейнард. Цю маску можна побачити на обкладинці альбому Slipknot. У 1999 році, він змінює її на білу маску блазня, зроблену з латексу. На роті блискавка, а на підборідді щось на кшталт маленької борідки. На очах намальовані ромби, як у блазнів.
При записі другого альбому, Джеймс носить ту ж білу маску блазня. До кінця 2001 року, вона змінюється. Тепер у цієї маски більш грізний вигляд. Вилиці підняті, а брови опущені. Ромби стали темніше, а на підборідді замість бороди з'явився ріг, як у демона.
У 2004 році Рут кардинально змінює свою маску, цього разу вона сильно відрізнялася від попередніх: це маска білого кольору, з чорними візерунками. Також тепер на ній виділяються губи, а між ними блискавка. Від правого ока і до губ йде чорна лінія.
Після запису альбому All Hope Is Gone носить ту ж маску що і раніше, але з більш чітко виділеними вилицями, губами і бровами. Внаслідок цього, вона більше схоже на оздоблене людське обличчя, ніж на маску.

## Факти
- Він найвищий серед колег по обом групам, його зріст — 198 см.
- Рут останній, хто приєднався до Slipknot. З тих пір склад групи не змінювався аж до смерті Пола Грея в 2010 році.
- Своє прізвисько Peach (Персик), він узяв з мультфільму «Джеймс і гігантський персик».
- Джеймс Рут — амбідекстер. Пише як правою, так і лівою рукою. Від народження він лівша, але грає на гітарі правою рукою.